# Ken Ludwig

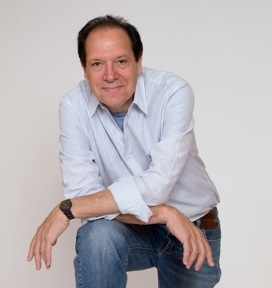
Foto von Ken Ludwig

Ken Ludwig (* 15. März 1950 in York, Pennsylvania) ist ein amerikanischer Dramatiker und Regisseur.

## Leben
Ken Ludwig wurde als Sohn eines Arztes und einer früheren Broadway-Tänzerin geboren. Nachdem er die High School in seiner Geburtsstadt absolviert hatte, studierte er zunächst am Haverford College, später dann an der Harvard University und schließlich am Trinity College im englischen Cambridge. Sein älterer Bruder Eugene war von 1993 bis 1998 unter Präsident Clinton der Comptroller of the Currency.
Ludwig lebt in Washington, D.C., ist verheiratet und hat zwei Kinder.

## Theaterkarriere
Schon sein erstes Stück Otello darf nicht platzen war ein Erfolg, der in viele Sprachen übersetzt wurde und dem viele weitere Komödien und Musicals nachfolgten.

## Ehrungen
- Laurence Olivier Award (zweimal)
- Tony Award (dreimal nominiert)
- Helen Hayes Award (zweimal)
- Edgar Allan Poe Award
- Ehrendoktorat der York University

## Werk

### Theaterstücke
- 1983: Postmortem
- 1986: Otello darf nicht platzen / Lend Me a Tenor
- 1995: Cyrano in Buffalo (auch Mond über Buffalo) / Moon Over Buffalo
- 2003: Shakespeare in Hollywood
- 2004: Leading Ladies
- 2004: Twentieth Century
- 2005: Be My Baby
- 2006: The Beaux' Stratagem
- 2006: Die drei Musketiere / The Three Musketeers
- 2007: Die Schatzinsel / Treasure Island
- 2010: A Fox on the Fairway
- 2011: Midsummer/Jersey
- 2011: Das Spiel beginnt! / The Gameʼs Afoot (or Holmes for the Holidays)
- 2011: The Night Before Christmas
- 2014: Tiny Timʼs Christmas Carol
- 2015: Baskerville: A Sherlock Holmes Mystery
- 2015: Das Geheimnis der drei Tenöre / A Comedy of Tenors
- 2017: Mord im Orientexpress / Murder on the Orient Express
- 2017: Sherwood: The Adventures of Robin Hood
- 2019: Dear Jack, Dear Louise
- 2019: The Gods of Comedy
- 2022: Carmen darf nicht platzen / Lend Me A Soprano
- 2022: Pride and Prejudice Part 2: Napoleon at Pemberley
- 2023: Sherlock Holmes: Der Fall Moriarty / Moriarty: A New Sherlock Holmes Adventure
- 2024: Tod auf dem Nil / Death on the Nile
- 2025: Lady Molly of Scotland Yard

### Musicals
- 1992: Crazy for You
- 1998: Sullivan & Gilbert[3]
- 2001: Die Abenteuer von Tom Sawyer / The Adventures of Tom Sawyer[4]
- 2008: An American in Paris[5]
- 2022: Tenor Overboard (Oper)[6]